# Judenrat

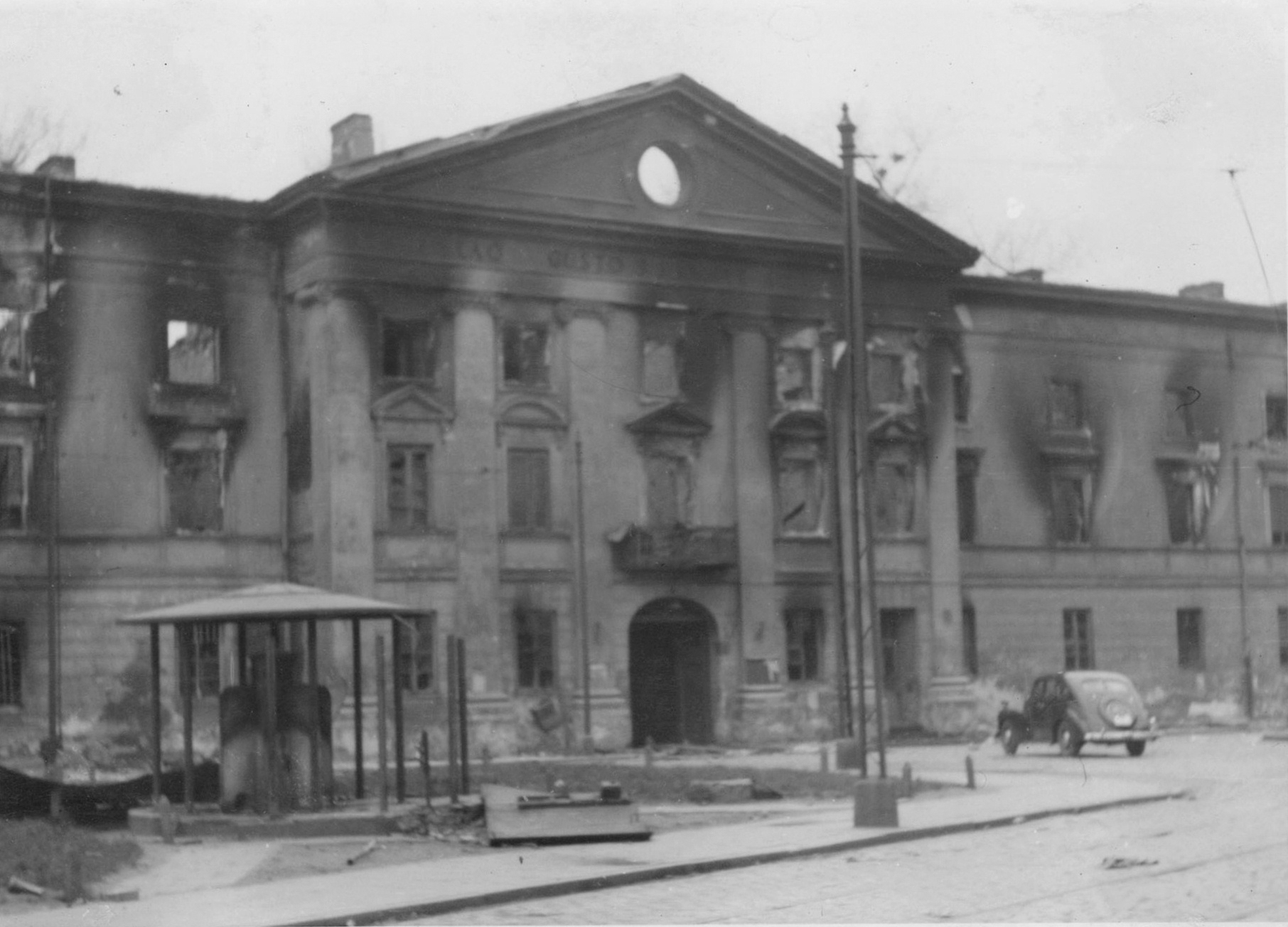
Das Gebäude des „Judenrats“ des Warschauer Ghettos nach der Niederschlagung des Aufstands durch die SS; Aufnahme: „Stroop-Bericht“,
Mai 1943

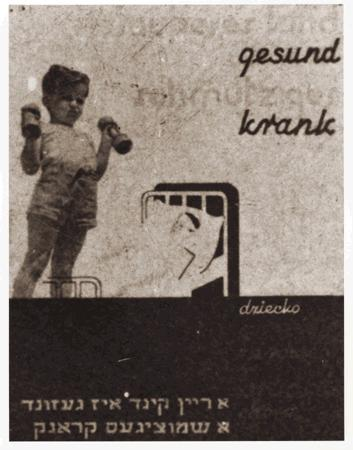
Ghetto Litzmannstadt Plakat: Sauberes Kind gesund, schmutziges krank

Judenrat ist der Begriff, der für die während der Zeit des Nationalsozialismus errichteten Zwangskörperschaften der Juden in den vom Deutschen Reich besetzten und kontrollierten Gebieten verwendet wurde. Der Begriff wurde von der SS und der Gestapo geschaffen. Die Judenräte wurden von ihnen und anderen Besatzungsbehörden zwangsweise ernannt. Struktur und Aufgaben der Judenräte unter nationalsozialistischer Herrschaft waren verschieden, je nachdem, ob sie für ein einzelnes Ghetto, eine Region oder ein Land eingesetzt wurden.

## Antijüdische Gesetzgebung
In einem kurz nach der Machtübernahme der NSDAP in Auftrag gegebenen, Anfang April 1933 vorgelegten Bericht zur „Judenbekämpfung“ wurde die Errichtung eines rechtlich anerkannten „Verbands der Juden in Deutschland“, dem alle Juden Deutschlands zwangsweise beizutreten hätten, empfohlen. Dieser sollte einem durch den Reichskanzler ernannten deutschen „Volkswart“ unterstellt werden. Als führendes Organ der jüdischen Zwangsorganisation war ein alle vier Jahre von den Mitgliedern gewählter 25-köpfiger „Judenrat“ vorgesehen. Der Bericht der Regierungskommission wurde nicht offiziell umgesetzt. Der Historiker Dan Michman erachtet es als wahrscheinlich, dass die Kommission, die sich nachweislich mit den Rechtsbeziehungen zwischen Juden und Nichtjuden in Deutschland vor der Emanzipation auseinandergesetzt hatte, auf die für das Mittelalter beispielsweise für Augsburg und Nürnberg belegte Bezeichnung „Judenrat“ zurückgriff, was, so Michman, die Ziele der Kommission erhellen würde, „nämlich Emanzipation und Assimilation rückgängig zu machen und die Juden auf ihren mittelalterlichen Status zurückzuwerfen“.

## Besetzte Gebiete
Die ersten Judenräte entstanden auf Befehl von Reinhard Heydrich seit dem 21. September 1939 kurz nach dem Überfall auf Polen. Sie sollten die antijüdischen Maßnahmen der Besatzer im westlichen und mittleren Teil des Landes durchsetzen und hatten keine eigenen Machtbefugnisse. Sie sollten sich möglichst aus Rabbinern und anderen einflussreichen Mitgliedern bestehender jüdischer Gemeinden zusammensetzen, damit diese ihre Anweisungen unter deutscher Kontrolle befolgen würden. Zugleich sollte diese Einbindung die Glaubwürdigkeit der bisherigen Führungspersonen gegenüber ihren Mitjuden untergraben.
Weitere Judenräte in Ostpolen zu bilden befahl Hans Frank, Chef des neugebildeten Generalgouvernements, am 18. November 1939. Diese sollten für Orte mit bis zu 10.000 jüdischen Einwohnern aus 12, für größere Anteile aus 24 Personen bestehen. Sie sollten bis zum Jahresende von ihren Gemeinden gewählt werden und dann unter sich einen ersten und zweiten Vorsitzenden wählen. Das Ergebnis musste dem jeweiligen deutschen Stadt- oder Kreishauptmann vorgelegt und von diesem anerkannt werden. Die Wahl war demnach nur formal demokratisch, faktisch diktierten die Besatzer die Zusammensetzung der Räte. Sie mischten sich aber nur begrenzt in die Kandidatenwahl ein. Von ihnen benannte Personen weigerten sich öfter, in den Rat einzutreten, um sich nicht von den Besatzern missbrauchen zu lassen. In der Regel wurden die traditionellen Sprecher der jüdischen Gemeinden gewählt und ernannt, so dass die Kontinuität der Führung von beiden Seiten aus gesichert wurde.

### Aufgaben
Die Nationalsozialisten strebten danach, die Judengemeinden Osteuropas auszuhungern und ihre Widerstandskräfte und -möglichkeiten systematisch zu schwächen. Die ersten Judenräte mussten für sie vor allem die jüdische Bevölkerung ihres Ortes zählen, Wohnungen räumen lassen und ihnen übergeben, Zwangsarbeiter zur Verfügung stellen, Wertsachen konfiszieren, Tribute sammeln und auszahlen.
Durch diese Maßnahmen der Besatzer, die zudem alle staatlichen Dienstleistungen strichen und verhinderten, entstanden enorme Versorgungsprobleme in den jüdischen Gemeinden. Daher nahmen die Judenräte auch am Aufbau eigener Ersatzinstitutionen teil. Sie versuchten, die Lebensmittelverteilung zu organisieren, Krankenstationen, Altenheime, Waisenhäuser und Schulen aufzubauen. Zugleich versuchten sie mit den ihnen verbliebenen Möglichkeiten, den Zwangsmaßnahmen entgegenzuwirken und Zeit zu gewinnen. Dazu verzögerten sie die Umsetzung der Befehle und bemühten sich, diese abzuschwächen, indem sie Rivalitäten verschiedener Besatzungsstellen auszunutzen versuchten. Sie stellten ihre Arbeitskräfte als möglichst unentbehrlich für die Deutschen dar, um ihre Versorgungslage zu verbessern und die Deutschen zur Rücknahme einiger Kollektivstrafen zu bewegen.
Dies gelang jedoch nur sehr begrenzt. Die aufgezwungene Notlage führte vielfach zu persönlichen Vorteilsnahmen, Günstlingswirtschaft und Protektionismus der relativ Begüterten. Dies führte in den jüdischen Gemeinden zu heftiger Kritik und teilweise Ablehnung der Judenräte.

### Ghetto-Situation
Der Judenrat war verantwortlich für die lokale Verwaltung der Ghettos und stand zwischen der nationalsozialistischen Besatzungsmacht und der einfachen Bevölkerung der Ghettos. Ihm unterstand eine jüdische Ordnungspolizei. Im Allgemeinen setzten sich die Judenräte aus den jeweiligen Eliten der jüdischen Gemeinschaft zusammen. Sie wurden gezwungen, Juden als Sklavenarbeiter an die Deutschen zu liefern und diesen bei der Deportation von Juden in die Konzentrationslager zu helfen. Diejenigen, die sich weigerten, den Befehlen Folge zu leisten, wurden selbst erschossen oder in Konzentrationslager deportiert und sofort durch andere Mitgefangene ersetzt.

## Zur Tätigkeit als Judenrat gezwungene Personen
Beispiele:
- Abraham Asscher (1880–1950) und David Cohen (1882–1967), beide im Judenrat Amsterdam
- Leo Baeck (1873–1956), Rabbiner, 1943 Deportation nach Theresienstadt/Terezin, dort Mitglied im ernannten Ältestenrat
- Adam Czerniaków (1880–1942), im Warschauer Ghetto, zuvor Ingenieur und polnischer Senator, verfasste ein Tagebuch, Selbsttötung vor Massendeportationen
- Jakob Edelstein (1903–1944), Jurist, 1941 nach Terezin deportiert
- Paul Eppstein (1902–1944), Soziologe, im Januar 1943 nach Terezin deportiert
- Anna Feingold (gest. 1940), in der Stadt Przemyśl
- Jacob Gens (1905–1943), im Ghetto Wilna
- Benjamin Murmelstein (1905–1989), promovierter Rabbiner, 1943 nach Terezin deportiert, von der SS 1944 als Judenältester eingesetzt.
- Chaim Rumkowski (1877–1944), vor dieser Tätigkeit Versicherungsvertreter, wurde am 13. Oktober 1939 in Łódź von den nationalsozialistischen Behörden zum „Judenältesten“ des von ihnen errichteten so genannten jüdischen Wohnbezirks bestimmt und beauftragt, einen Judenrat zu gründen. Die Mitglieder dieses ersten Judenrates wurden am 11. November 1939 verhaftet, deportiert und größtenteils ermordet. Rumkowski wurde schwerst misshandelt und zur Bildung eines neuen Judenrates gezwungen, um mit diesem eine Liste von etwa 50.000 Personen zu erstellen, die ins Gebiet des Generalgouvernements deportiert werden sollten.
- Georg Vogel –  Jiří Vogela (Tschechische Namensform. 1904–1993), Ingenieur, 1941 nach Terezin deportiert, Mitglied im ernannten Ältestenrat und seit dem 11. Mai 1945 vom Tschechischen Nationalrat ernannter Leiter des Displaced Persons Lagers.[3]

## Ergänzungen
- Berthold Storfer. Der NS-Reichsstatthalter Arthur Seyß-Inquart delegierte zu der internationalen Flüchtlingskonferenz in Évian am 6. Juli 1938 für die „Jüdische Gemeinde Wien“ neben dem Leiter, dem Gemeindevorsitzenden Josef Löwenherz, und Heinrich Neumann von Héthárs auch Storfer. Seyß-Inquart verpflichtete nach deren Scheitern diese Delegation, demnächst in Konzentrationslager zu verschleppende Juden gegen ein Lösegeld freizukaufen und ihre Ausreise zu organisieren.
- Entspr. Absatz im Artikel Oberjude in den deutschen sog. Ghettos, bzw. „Judenlagern“ oder Zwangsarbeitslagern in Polen.

- Die Bezeichnung folgender bestimmter und so genannter Funktionshäftlinge in den deutschen Konzentrationslagern:
  - Lagerältester – er war mit einer schwarzen Binde mit den gotischen Buchstaben LA (Abkürzung für „Lagerältesten“) oder bei entsprechender Größe des Konzentrationslager mit den Ziffern I oder II (LA I – Lagerältester, II – der Stellvertreter des Lagerältesten) am linken Oberarm gekennzeichnet.
  - Die Blockältesten – als Aufsicht der KZ-Häftlinge in einer KZ-Baracke.